# Lidija Prešern
Lidija Prešern, (rojena Košenina) slovenski športni pedagog in plavalni trener, * 6. avgust 1929, Zagreb, † 17. september 2010, Ljubljana. 

## Življenje in delo
Lidija Prešern je bila plavalka v zagrebškem klubu Mladost in se je za poklic trenerja izpopolnjevala leta 1948 na Državnem institutu za fiskulturu – DIF v Beogradu. Leta 1948 je postala trener pri Plavalni zvezi Slovenije in začela trenirati plavalce Plavalnega kluba Enotnosti (kasneje Plavalni klub Ilirija) ter leta 1950 Plavalnega kluba Železničar (po letu 1961 Plavalni klub Ljubljana) na kopališču Kolezija. Od 1975 do 1985 je bila strokovni sodelavec za plavanje na Plavalni zvezi Slovenije.
Plavalni klub Ljubljana je skupaj s soprogom trenerjem Mitjo Prešernom dvakrat pripeljala do ekipnega državnega prvaka v plavanju (1964 in 1965), za kar je klub prejel leta 1965 Bloudkovo nagrado. Skupaj z Mitjo Prešernom je v Sloveniji uvedla nove metode treninga, aerobni trening intervalnega plavanja, Kiphuthovo telovadbo, dvigovanje lahkih uteži in vadbo z gumijastimi vrvmi. Doziranje intenzivnosti treninga je določala med drugim tudi na osnovi krvne analize in meritvah ostalih fizioloških parametrov (srčnega utripa, umiritve srčnega utripa po obremenitvi, pljučne kapacitete), kar je privedlo do odličnih rezultatov. V zimski trening je uvedla uporabo "zajca", to je neke vrste nastavljivega tempomata, kjer plavalec sledi mali žogici, ki je privezana na vrvi nad plavalnim bazenom in enakomerno potuje sem in tja tako, da mora plavalec vso dolžino bazena plavati v enakomernem tempu. Uvedla je mednarodno sodelovanje s takrat vodilnim plavalnim centrom iz  vzhodne Nemčije.
Najprej je bila na strokovnem izpopolnjevanju v Plavalnem klubu Magdeburg sama, nato pa je leta 1965 s celotno plavalno ekipo odpotovala v Magdeburg na priprave. Iz nemškega jezika je prevajala članke o metodah treniranja plavalcev in pripravah športnikov.
Vzgojila je vrsto državnih prvakov in rekorderjev v plavanju. Svoje strokovne izkušnje je prenašala na mlajše pedagoge, vzgojitelje, trenerje in klubske delavce.

## Nagrade
Je dobitnica spominskega priznanja Plavalnega kluba Ljubljana za vrhunske dosežke. Predsedstvo Jugoslavije jo je leta 1985 odlikovalo z medaljo za zasluge za ljudstvo s srebrno zvezdo.